# La Citadelle de la mémoire
La Citadelle de la mémoire est un roman d'Aris Fakinos publié chez Fayard en 1992.

## Résumé
Printemps 1789, Selim Pacha entreprend le siège de la citadelle de Paliokastro en Épire, dans le but de la détruire de fond en comble. Plus de deux siècles plus tard, le narrateur enquête sur cet épisode historique, interroge les moines et consulte des manuscrits…